# ガラスエングレービング
ガラスエングレービング（glass engraving）とは、ガラス工芸技のひとつで、リューター等の電動工具を使いガラスに絵や模様を彫る。

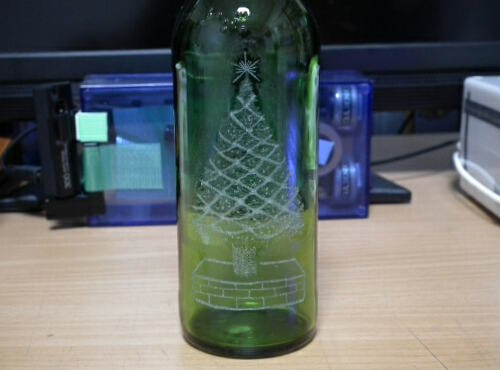
ガラスエングレービングによるクリスマスツリー

## 概要
全て手作業で行うため大量生産には向かないが、型やマスキング等を必要とせず臨機応変に彫ることが出来るため、贈答品などの個人名の刻印等に向いている。
また、使用する工具が比較的安価なため趣味ではじめる者も多い。
手彫りのグラスリッツェンと混同されがちだが、電動工具を使用しないグラスリッツェンとは手法が違うため別物である。
手法の性質上、彫るか彫らないかの二色しか表現できないため、日本では文字や線のはっきりしたイラストしか彫られていなかったが、2010年に動画投稿サイトで濃淡をつけた作品が公開されてからは、その手法に習った作品も多数見受けられるようになった。

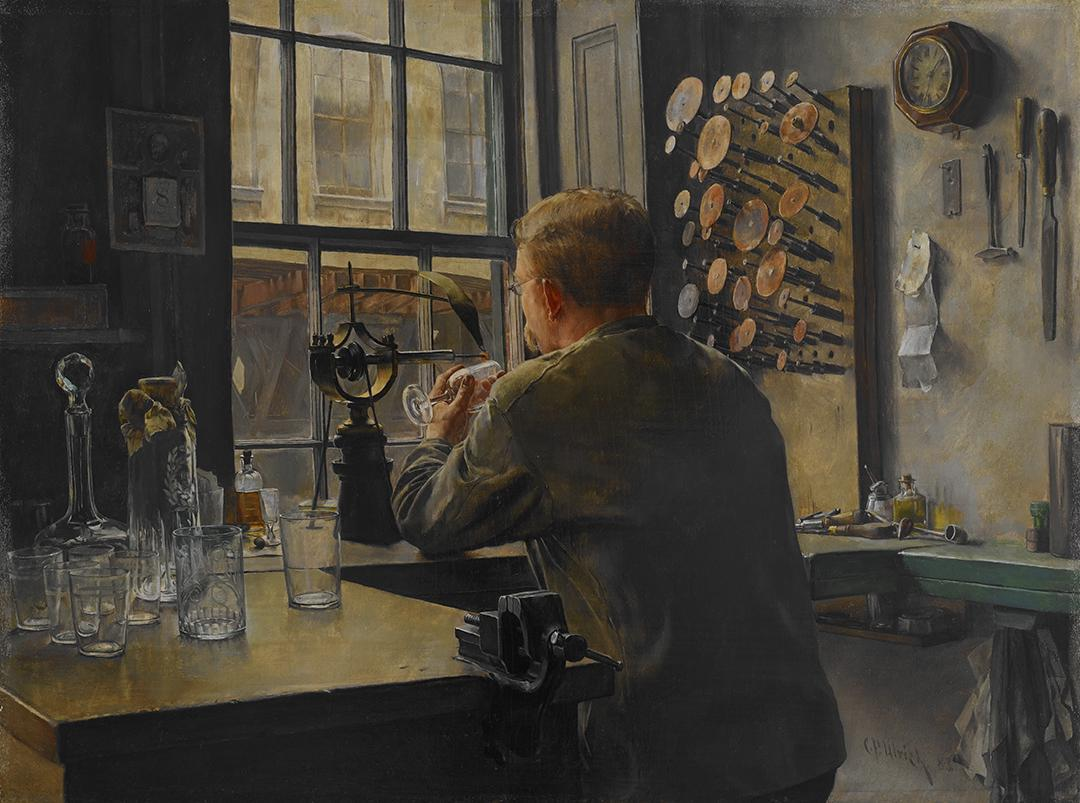
チャールズ・フレデリク・ウルリッヒの絵画「The Glass Engraver」(1883年)
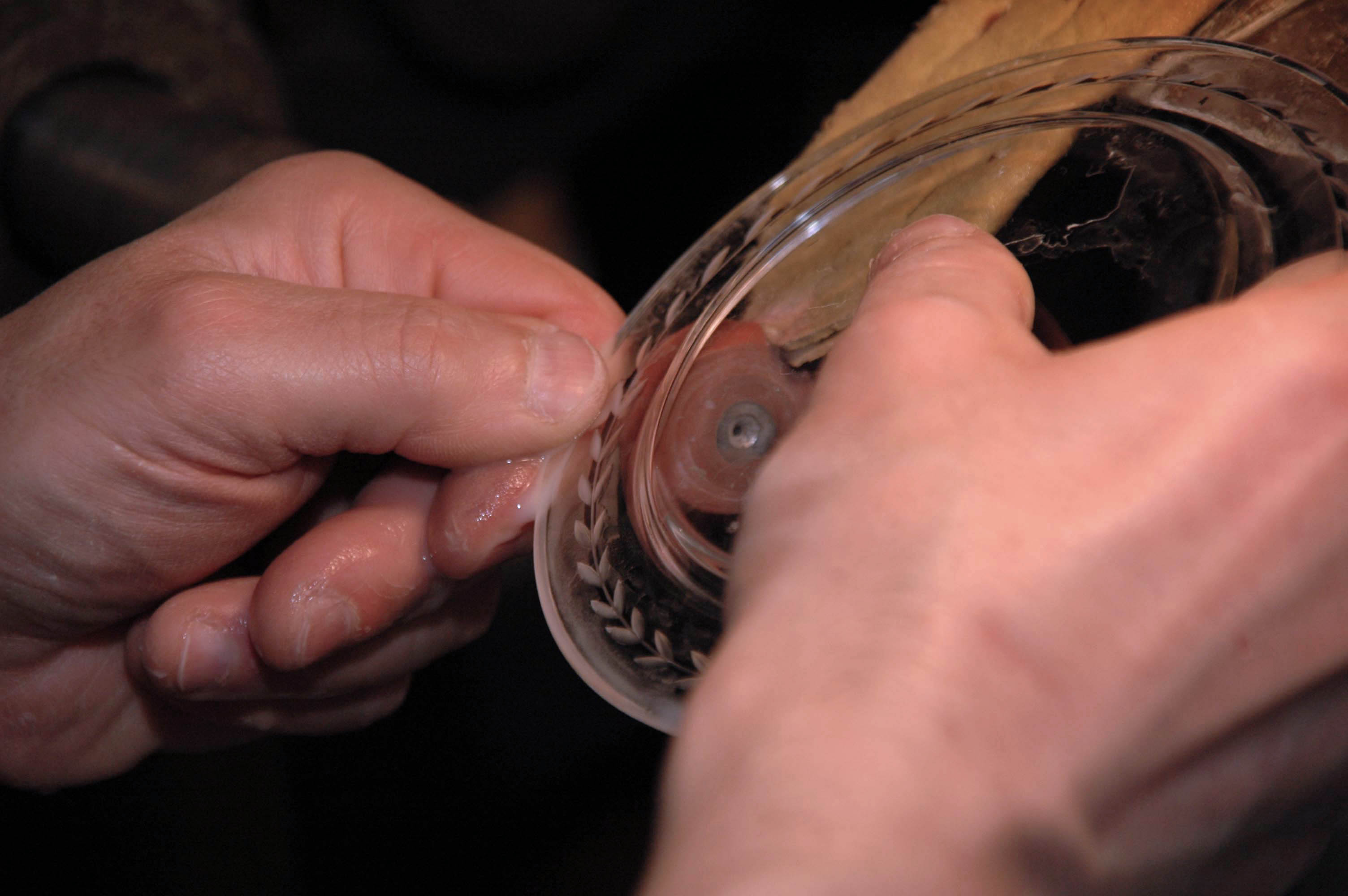
グラインダーによる実演（イタリア）
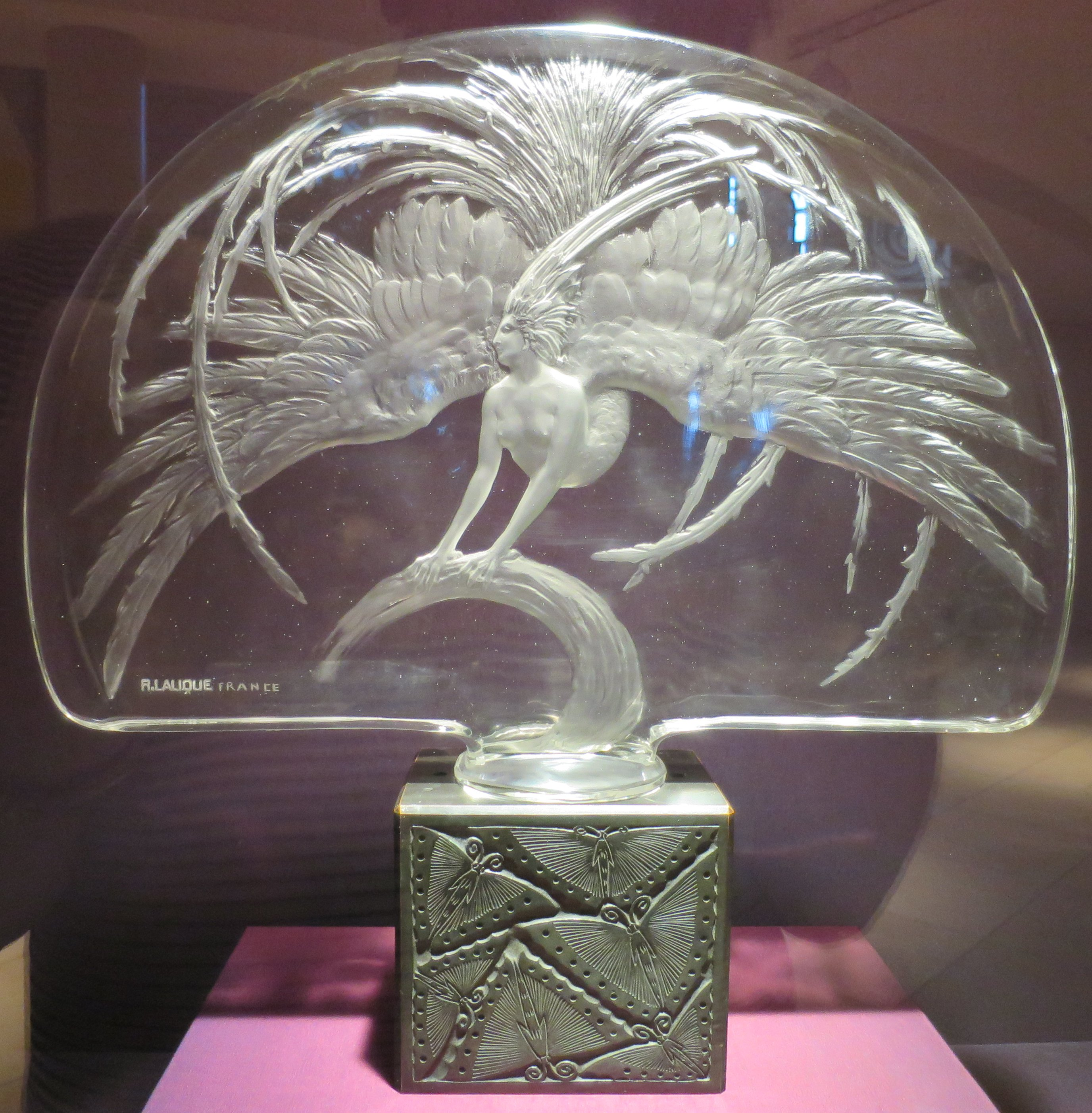
ルネ・ラリック「Oiseau de Feu 」(1922年)
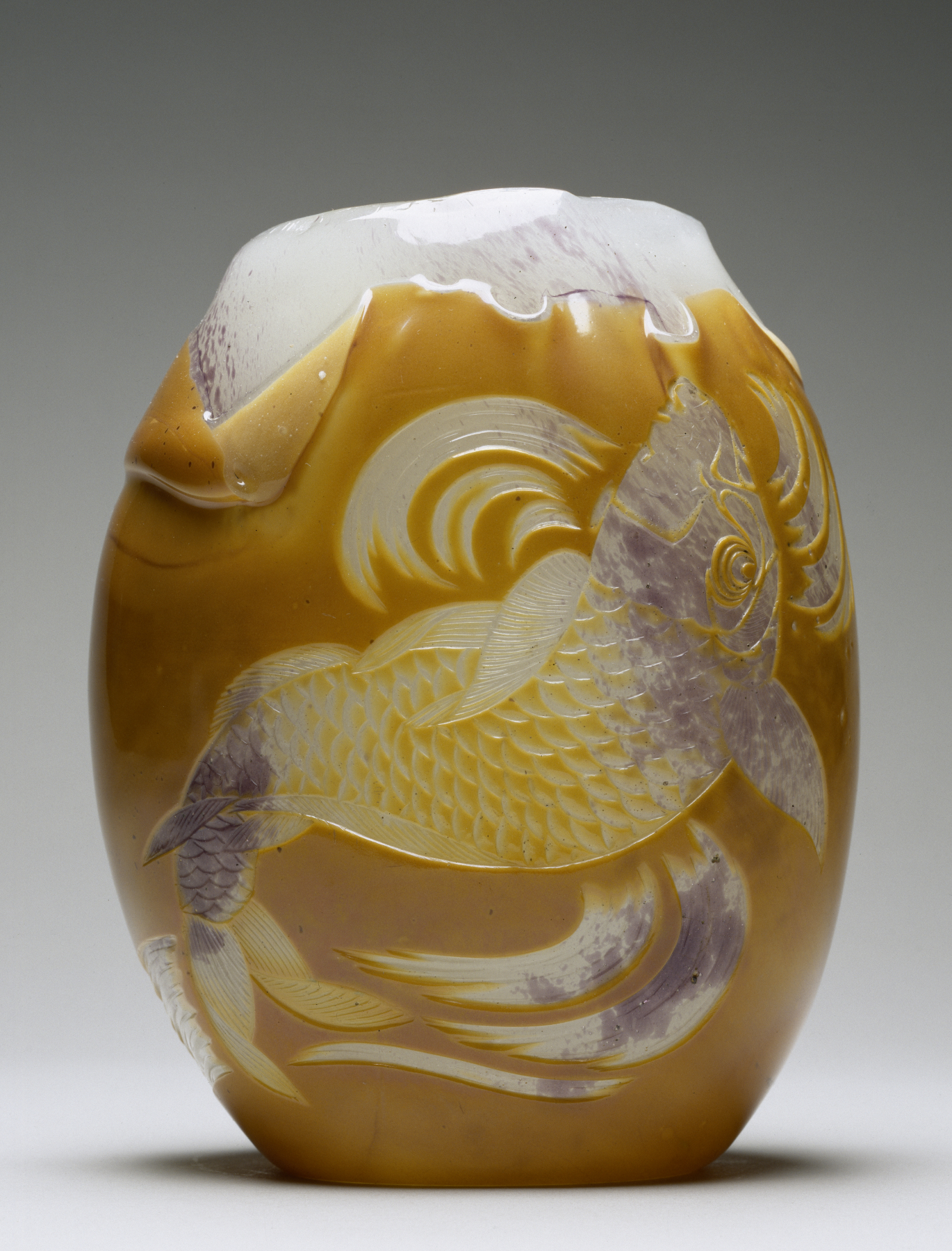
フランソワ＝ウジェーヌ・ルソーデザイン、アペール兄弟（英語版）制作の「鯉の意匠の花瓶」(1878年/1884年)